# Ranoidea spinifera
Ranoidea spinifera – gatunek płaza bezogonowego z podrodziny Pelodryadinae w rodzinie rzekotkowatych (Hylidae). Endemiczny na terytorium Nowej Gwinei należącym do Papui-Nowej Gwinei.

## Rozmieszczenie geograficzne i siedlisko
Gatunek endemiczny, występujący jedynie w papuańskiej części Nowej Gwinei. Jego siedlisko stanowią wartkie strumienie i ich otoczenie w lasach deszczowych w górach, ale gatunek dobrze adaptuje się do środowiska zmodyfikowanego działalnością ludzką. Płaz bytuje na wysokości pomiędzy 850 i 1500 metrów nad poziomem morza.

## Rozmnażanie
Ranoidea spinifera rozmnaża się w strumieniach, także tych o dużym stopniu zamulenia.

## Status
Płaz w części zasięgu swego występowania występuje dość licznie, gdzie indziej z kolei jest rzadki. Liczebność populacji tego gatunku utrzymuje się obecnie na stałym poziomie.
Sądzi się, że płaz ten wykazuje dobrą oporność na zmienione przez człowieka warunki środowiska. Tezę tą potwierdza fakt, że prócz górskich strumieni spotyka się go w ogrodach. W związku z powyższym IUCN nie wymienia żadnych zagrożeń dla gatunku.